# Demokratische Bauernpartei Deutschlands

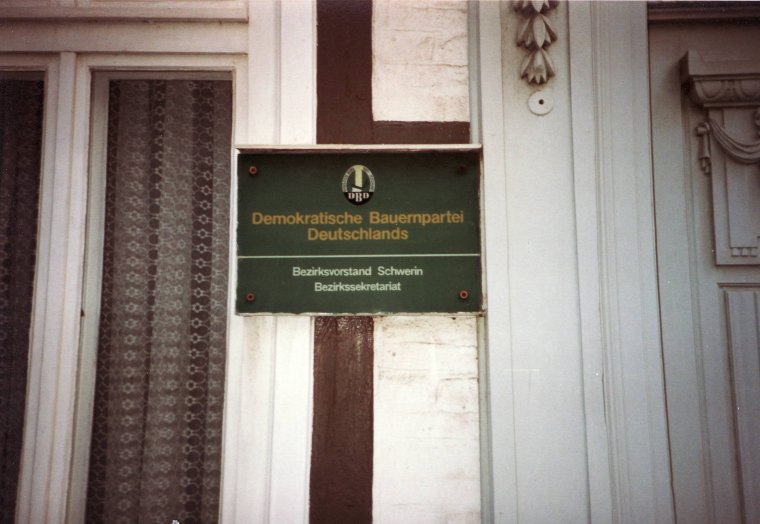
Demokratische Bauernpartei Deutschlands, Bezirksvorstand Schwerin (1990)

Die Demokratische Bauernpartei Deutschlands (DBD) war eine Blockpartei in der DDR. Ihre Gründung erfolgte auf Weisung der Sowjetischen Militäradministration, um dadurch die Ost-CDU und die LDPD als bürgerliche Parteien zu schwächen. Ihre Mitgliederzahl stieg von 30.000 im Jahr 1948 bis auf 114.000 im Jahr 1987. 1990 ging sie in der CDU auf.

## Geschichte
Nachdem die SED bei den Kommunalwahlen 1946 wider Erwarten schlecht abgeschnitten hatte und das Verhältnis zur Ost-CDU und zur LDPD im „Blockausschuss“ von ständigen Spannungen gekennzeichnet war, wurde von der SED auf Weisung und in Abstimmung mit der SMAD die Gründung zweier neuer Parteien beschlossen, um die bürgerlichen Blockparteien zu schwächen. Da es nicht gelungen war, die Landwirte durch die Vereinigung der gegenseitigen Bauernhilfe in die SED-Politik einzubeziehen, wurde die DBD gegründet. Die ersten Vorstände waren vom SMAD und der SED eingesetzt, ohne dass dies bekannt gemacht wurde. Unmittelbar nach der Gründung erhielt die neue Partei am 3. August 1948 Sitze im Volksrat, am 5. August 1948 im Zentralen Block und am 1. Januar 1949 in der Deutschen Wirtschaftskommission.
Gründungszentrum war Mecklenburg. In der Landeshauptstadt Schwerin fand am 29. April 1948 die Gründungskonferenz der Bauernpartei Mecklenburgs statt. Den Auftrag zur Gründung erhielt das SED-Mitglied Ernst Goldenbaum, der ihr 1. Vorsitzender wurde und bis 1982 blieb. Ziel war es, die Landwirte für den „Aufbau des Sozialismus“ zu gewinnen. Sie war damit eine der vier Blockparteien in der DDR und propagierte in wesentlichen Punkten die SED-Linie. Sie selbst sah sich als Interessenvertreterin der Bauernschaft kleinerer und mittlerer Betriebe, beteiligte sich in den 1950er Jahren aber gegen den Willen der meisten Bauern an der Durchsetzung der Kollektivierung in der Landwirtschaft der DDR.
Mit dem Bauernecho unterhielt die DBD eine eigene Tageszeitung. Unterstützt von der SED, entwickelte sich die Partei bis 1951 rasch. Die Mitgliederzahl wuchs innerhalb von drei Jahren auf rund 85.000 an. Infolge des passiven Widerstands großer Teile der Landbevölkerung gegen die Kollektivierung stagnierte die Mitgliederzahl jedoch bis in die 1970er Jahre hinein. Ab Mitte dieses Jahrzehnts erstarkte die Partei – wie die anderen Blockparteien auch – organisatorisch allmählich wieder. Im Jahr 1975 zählte sie etwa 90.000, 1977 ca. 92.000 und 1984 fast 108.000 Mitglieder. 1987 waren es noch 103.000 Mitglieder. Nach DDR-Angaben waren davon rund 21.000 Mitglieder Abgeordnete in Volksvertretungen oder Nachfolgekandidaten (Stand 1970er Jahre).
Nach der Wende und friedlichen Revolution 1989/90 versuchte sich die Partei, als „ökologische Bauernpartei“ neu zu profilieren, erhielt aber bei der ersten freien Volkskammerwahl am 18. März 1990 nur 2,2 % der Stimmen und damit neun Sitze in der Volkskammer. Die Hochburgen der DBD lagen in Mecklenburg-Vorpommern: Sie erreichte im Bezirk Neubrandenburg 6,3 %, im Bezirk Rostock 4,4 % und im Bezirk Schwerin 4,0 %.
46 von 58 anwesenden Mitgliedern des Parteivorstands entschieden sich im Juni 1990 für eine Fusion mit der CDU. Die meisten Mitglieder tauschten ihre Parteibücher nicht um. Durch das Aufgehen in der CDU gelangten DBD-Funktionäre in Führungsämter auf Bundes-, Landes- und Kommunalebene: Ulrich Junghanns wurde zum Wirtschaftsminister und zeitweisen Vorsitzenden der CDU Brandenburgs, Volker Sklenar war von 1990 bis 2009 Landwirtschaftsminister von Thüringen.
Der Verbleib des Parteivermögens wird erklärt im Artikel Vermögen von Parteien und Verbänden der DDR.

## Zentrale Parteischule
Die Partei betrieb eine zentrale Parteischule „Thomas Münzer“ in Borkheide. Leiter dieser Einrichtung waren 1949 bis 1951 Hans Rietz, 1951 bis 1968 Alois Melz, 1968 bis 1975 Eberhard Mack und 1975 bis zur Auflösung 1990 Wilfried Schimmank. Für die Funktionäre der DBD wurde von April 1949 bis 1990 die Zeitschrift der Der Pflüger herausgegeben. Deren Chefredakteure waren Johanna Adelberger (1949–1960), Hermut Müller (1960–1971 sowie 1979–1990) und Wilhelm Nix (1971–1978).

## Parteitage / Parteikonferenzen
- 1. Parteikonferenz im Juli 1948 in Schwerin
- 1. Parteitag im Juli 1949 in Mühlhausen
- 2. Parteitag im Juli 1951 in Eisenach
- 3. Parteitag im September 1953 in Güstrow
- 4. Parteitag im August/September 1955 in Schwerin
- 5. Parteitag im Juli 1957 in Leipzig
- 6. Parteitag im Mai 1960 in Güstrow
- 7. Parteitag im Mai 1963 in Schwerin
- 8. Parteitag im Mai 1968 in Magdeburg
- 9. Parteitag im Mai 1972 in Schwerin
- 10. Parteitag im Mai 1977 in Schwerin
- 11. Parteitag im Mai 1982 in Suhl
- 12. Parteitag im April 1987 in Rostock
- AO. Parteitag am 27./28. Januar 1990 in Berlin
- ZDK am 15. September 1990 in Borkheide

## Personen

### Parteivorsitzende
- Ernst Goldenbaum 1948–1982
- Ernst Mecklenburg 1982–1987
- Günther Maleuda 1987–1990, 1989/90 vorletzter Volkskammerpräsident der DDR
- Ulrich Junghanns 1990

### Vorsitzende der Landesverbände 1948–1952
- Brandenburg
  - Rudolf Albrecht (1948–1951)
- Mecklenburg
  - Ernst Goldenbaum (1948)
  - Franz Pilarski (1948–1949)
  - Ernst-Walter Beer (1949–1951)
- Sachsen
  - Friedrich Martin (1948–1951)
  - Fritz Petersohn (1951–1952)
- Sachsen-Anhalt
  - Richard Richter (1948–1951)
  - Hermann Gräfe (1951–1952)
- Thüringen
  - Herbert Hoffmann (1948–1951)

### Vorsitzende der Bezirksverbände
- Cottbus
  - Walter Hehmüller (1952–1953)
  - Heinrich Schmidt (1953–1968)
  - Michael Koplanski (1968–1971)
  - Karl-Ernst Eschebach (1971–1989)
  - Horst Flemming (1989–1990)
- Dresden
  - Fritz Petersohn (1952–1953)
  - Alfred Zirnstein (1953–1957)
  - Gerhard Götz (1957–1963)
  - Wilhelm Schröder (1963–1967)
  - Werner Mitzscherling (1968/69–1989)
  - Manfred Hachelberger (1989–1990)
- Erfurt
  - Albert Rödiger (1952–1965)
  - Willi Grandetzka (1965–1979)
  - Erich Hollmann (1979–1989)
- Frankfurt (Oder)
  - Heinz Siebert (1952–1953)
  - Arthur Pech (1953–1963)
  - Werner Titel (1963–1967)
  - Erich Kowal (1967–1989)
- Gera
  - Erwin Bär (1952–1954)
  - Werner Klütsch (1954–1955)
  - Otto Werner (1955–1968)
  - Manfred Stübchen (1968–1989)
  - Manfred Steiner (1989–1990)
- Halle
  - Kurt Burkhardt (1952–1960)
  - Paul Anderson (1960–1966)
  - Kurt Burkhardt (1967–1971)
  - Georg Böhm (1971–1976)
  - Günther Maleuda (1976–1982)
  - Klaus Dechant (1982–1990)
  - Armin Rothe (1990)
- Karl-Marx-Stadt
  - Rudi Werner (1952–1965)
  - Werner Seifert (1965–1987)
  - Gerhard Dietrich (1987–1989)
  - Wolfgang Schneider (1989–1990)
- Leipzig
  - Fritz Scheffler (1952–1955)
  - Otto Bäjen (1955–1961)
  - Helmut Merke (1961–1972)
  - Gerhard Gaude (1972–1990)
  - Horst Packmohr (1990)
- Magdeburg
  - Hermann Gräfe (1952–1960)
  - Herbert Born (1960–1962)
  - Fritz Weißhaupt (1962–1975)
  - Werner Müller (1975–1983)
  - Alfred Herrmann (1983–1990)
- Neubrandenburg
  - Ernst-Walter Beer (1952–1955)
  - Alfred Peper (1955–1963)
  - Georg Böhm (1963–1967)
  - Richard Schmidt (1967–1971)
  - Michael Koplanski (1971–1976)
  - Horst Finner (1976–1990)
- Berlin
  - Frieda Müller (1951–1953)
  - Erich Göritz (1953–1956)
  - Gerhard Mattner (1956–1960)
  - Fritz Thiemes (1960–1963)
  - Erwin Körber (1963–1971)
  - Wilhelm Weißgärber (1971–1988)
  - Ulrich Junghanns (1988–1990)
  - Roland Drews (1990)
- Potsdam
  - Walter Hehmüller (1952–1953)
  - Paul Roch (1955–1957)
  - Bruno Curth (1957–1959)
  - Heinz Voss (1960–1963)
  - Herbert Hoffmann (1963–1970)
  - Willi Beer (1970–1972)
  - Bruno Müller (1972–1990)
  - Hans-Joachim Müller (1990)
- Rostock
  - Willi Pank (1952–1953)
  - Hans-Joachim Dabrunz (1953–1955)
  - Paul Wanowski (1955–1959)
  - Erich Spiering (1960–1963)
  - Ernst Mecklenburg (1963–1967)
  - Otto Lange (1967–1969)
  - Erwin Binder (1969–1982)
  - Gerhard Senkpiel (1982–1989)
  - Günter Edler (1989–1990)
- Schwerin
  - Paul Luther (1952–1955)
  - Paul-Friedrich Zerck (1955–1962)
  - Heinz Heinrich (1962–1964)
  - Hans-Joachim Friedländer (1964–1971)
  - Hermut Müller (1971–1979)
  - Wolfgang Kochan (1979–1989)
  - Jürgen Czurgel (1989–1990)
- Suhl
  - Karl Amthor (1953–1955)
  - Johann Hindelang (1955–1957)
  - Fritz Brix (1957–1960)
  - Ewald Roßbach (1960–1968)
  - Willi Ullrich (1968–1989)
  - Heinz Müller (1989–1990)

### Vorsitzende der Landesverbände 1990
- Berlin: Roland Drews
- Brandenburg: Jürgen Meißner
- Mecklenburg-Vorpommern: Helmut Nieter
- Sachsen: Horst Packmohr
- Sachsen-Anhalt: Otto Mintus
- Thüringen: Reinhard Klein